# Bicicloalcani
Un bicicloalcano è un idrocarburo saturo che nel suo scheletro carbonioso contiene due anelli condivisi. I bicicloalcani possono essere suddivisi in due tipi: quelli in cui i due anelli hanno in comune un solo atomo di carbonio (primo tipo) e quelli in cui gli anelli hanno in comune due atomi di carbonio (secondo tipo). In ogni caso, la presenza di due anelli nella loro molecola comporta l'avere quattro idrogeni in meno rispetto all'alcano corrispondente, e quindi la loro formula generale è CnH2n-2.
Gli idrocarburi del primo tipo si dicono spiroalcani e rappresentano una classe separata degli idrocarburi biciclici saturi, il cui rappresentante più semplice è lo spiropentano, in cui due anelli ciclopropanici condividono un vertice. In essi è sempre presente un carbonio quaternario, che coincide con il carbonio comune ai due anelli e i piani (medi) di tali anelli sono tra loro perpendicolari.
Nei bicicloalcani del secondo tipo i due carboni condivisi sono denominati carboni "a testa di ponte" e si riconoscono perché ciascuno è legato ad altri tre atomi di carbonio (carboni terziari); le due teste di ponte sono unite tra loro da "ponti", cioè connessioni fatte di catene di atomi di carbonio, anche se in alcuni casi una connessione può consistere in un singolo legame.
Questi bicicloalcani del secondo tipo possono essere ulteriormente distinti in due sottotipi:
- i bicicloalcani a ponte, nei quali tutti i ponti hanno almeno 1 atomo di carbonio
- i bicicloalcani ad anelli fusi o condensati, dove uno dei ponti ha 0 atomi di carbonio.

Nei bicicloalcani ad anelli condensati aventi dimensioni sufficienti la giunzione dei due anelli può, in generale, essere realizzata in cis o in trans; un esempio tipico si ha nel caso della decalina (due anelli cicloesanici condensati), per la quale esistono due diastereoisomeri: cis-decalina (conformazione flessibile) e trans-decalina (conformazione rigida).

## Nomenclatura
La nomenclatura IUPAC dei bicicloalcani del secondo tipo (condensati o a ponte, indifferentemente) riprende il sistema di nomenclatura che fu proposto dal chimico Adolf von Baeyer.
Il nome inizia dal prefisso "biciclo-" e ad esso seguono, entro parentesi quadre, tre numeri separati da punti (ad esempio: [3.2.1]) a cui poi segue il nome dell'alcano corrispondente, quello cioè che ha un numero di atomi di carbonio uguale a quello del bicicloalcano che si considera. I tre numeri  tra parentesi quadre indicano di quanti atomi sono fatti i 'ponti' che uniscono le 'teste di ponte'.

### Esempi

#### bicicloalcani ad anelli fusi o condensati
Prendiamo come esempio il casano, che è un bicicloalcano ad anelli fusi/condensati (un anello del ciclobutano con uno di ciclopropano) e che ha nome sistematico biciclo[2.1.0]pentano. Ci sono tre ponti e due cicli. Questi tre ponti congiungono le teste di ponte: uno di essi è fatto di 2 atomi, un altro di 1 atomo e un altro ancora di 0 atomi (è rappresentato da un  legame semplice tra le teste di ponte).

#### bicicloalcani a ponte
Prendiamo come esempio il norbornano, che è un bicicloalcano a ponte, il cui nome sistematico è biciclo[2.2.1]eptano. Qui abbiamo due ponti fatti entrambi di 2 atomi ciascuno e un ponte fatto di un atomo. Come prima, abbiamo tre ponti e due cicli: in tutte le molecole bicicliche è così.
Più in generale, il numero di cicli in un composto policiclico è dato dal numero di ponti diminuito di uno. Ci si può convincere di questo osservando che il numero di cicli presenti è dato dal numero minimo di legami che occorre rompere per ottenere una struttura aciclica; pertanto, nei bicicloalcani i ponti sono sempre tre.

### Numerazioni
Per quanto riguarda la lunghezza dei ponti da riportare tra parentesi quadre nel nome, i carboni testa di ponte, vanno sempre esclusi dal conteggio;  di ogni ponte viene riportato il numero di atomi di carbonio a partire dal ponte più lungo e proseguendo poi con gli altri, in ordine decrescente.
La numerazione degli atomi di carbonio nei bicicloalcani a ponte o fusi (cosa necessaria per denominare quelli che portano sostituenti) parte da una testa di ponte, che avrà il numero 1, e prosegue lungo il ponte più lungo fino ad arrivare all'altra testa di ponte, poi si prosegue la numerazione, non contando più le teste di ponte, con il prossimo ponte, in ordine decrescente, fino a quello più piccolo. Ad esempio, nel caso del biciclo[3.2.1]ottano, una testa di ponte avrà 1, l'altra 5 e il carbonio del ponte più piccolo avrà 8. Inoltre, quando ci siano due ponti uguali, la presenza di un eventuale sostituente su uno dei due, o di un maggior numero di sostituenti su di esso, lo farà diventare prioritario rispetto all'altro ai fini della numerazione.

## Esempi di bicicloalcani

Casano o biciclo[2.1.0]pentano
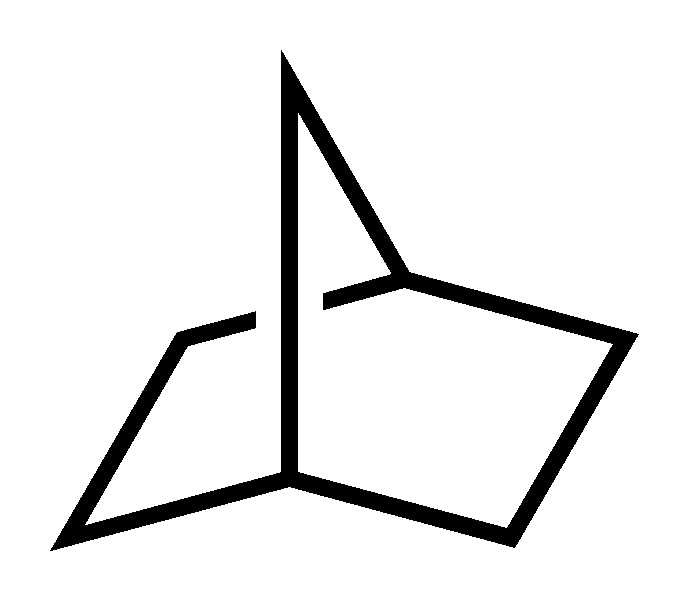
Norbornano o biciclo[2.2.1]eptano
Biciclo[3.2.0]eptano
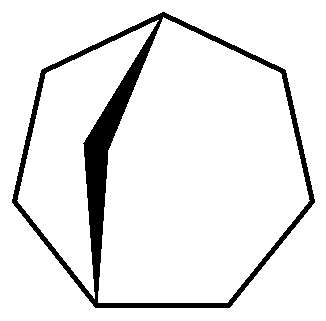
Biciclo[3.2.1]ottano
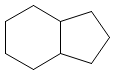
Ottaidroindene o biciclo[4.3.0]nonano
cis-Decalina o cis-biciclo[4.4.0]decano